# ガンブリアーノ
ガンブリアーノ（伊: Gambugliano）は、イタリア共和国ヴェネト州ヴィチェンツァ県ソヴィッツォに属する分離集落（フラツィオーネ）。
かつては独立したコムーネであったが、2024年1月22日にソヴィッツォと合併し新生ソヴィッツォの一部となった。

## 地理

### 位置・広がり

#### 隣接コムーネ
コムーネとしてのガンブリアーノは、以下のコムーネと隣接していた。
- カステルゴンベルト
- コスタビッサーラ
- イーゾラ・ヴィチェンティーナ
- モンテヴィアーレ
- ソヴィッツォ

### 気候分類・地震分類
気候分類では、zona E, 2457 GGに分類される。
また、イタリアの地震リスク階級 (it) では、zona 2 (sismicità media) に分類される。